# آدریان زوتیل
آدریان زوتیل (آلمانی: Adrian Sutil؛ زادهٔ ۱۱ ژانویهٔ ۱۹۸۳) اتوموبیل‌ران فرمول ۱ اهل آلمان است.